# جون براء (رسام)
جون براء هو رسام هولندي، ولد في 1581 في ميديلبورخ في هولندا، وتوفي في 1634 في لندن في المملكة المتحدة.